# Cargolia pruna
Cargolia pruna là một loài bướm đêm trong họ Geometridae.